# Periophthalmus chrysospilos
Espèce
Periophthalmus chrysospilos est une espèce de poissons-grenouilles de la famille Gobiidae. Ce poisson amphibie habite dans les eaux saumâtre et salée des mangroves de l'est de l'océan Indien, de la côte orientale de l'Inde jusqu'en Indonésie. Il se rencontre souvent là où pousse le palmier Nypa fruticans. Il atteint 12,9 cm de longueur standard. A marée haute, il se juche sur les palétuviers ; et à marée basse, il revient chercher de l'eau pour respirer avec ses branchies.